# Сеїтніязов Джолімбет
Джолімбет Сеїтніязов (5 травня 1920, аулрада № 4, тепер Муйнацький район, Каракалпакстан, Узбекистан — ?) — радянський каракалпацький діяч, голова Ради міністрів Кара-Калпацької АРСР, міністр освіти Каракалпацької АРСР. Депутат Верховної ради Узбецької РСР. Депутат Верховної Ради СРСР 4-го скликання.

## Життєпис
Служив у Червоній армії. Член ВКП(б) з 1942 року.
Потім — на керівній радянській і партійній роботі.
У 1952 — 15 липня 1954 року — голова Ради міністрів Кара-Калпацької АРСР.
З 1954 року — слухач Вищої партійної школи при ЦК КПРС.
На 1959 рік — секретар Кара-Калпацького обласного комітету КП Узбекистану.
На 1967 — 30 квітня 1981 року — міністр освіти Каракалпацької АРСР.
Подальша доля невідома.

## Нагороди
- три ордени Трудового Червоного Прапора (1950, 1957, 9.09.1971)
- орден Дружби народів (1981)
- медалі